# Puigpelat

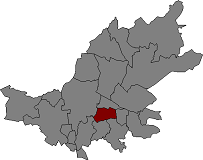
Położenie gminy na mapie comarki Alt Camp.

Puigpelat – gmina w Hiszpanii,  w Katalonii, w prowincji Tarragona, w comarce Alt Camp.
Powierzchnia gminy wynosi 9,48 km². Zgodnie z danymi INE, w 2005 roku liczba ludności wynosiła 789, a gęstość zaludnienia 83,23 osoby/km². Wysokość bezwzględna gminy równa jest 252 metry. Współrzędne geograficzne gminy to 41°16'50"N, 1°17'55"E.

## Demografia
- 1991 – 436
- 1996 – 486
- 2001 – 634
- 2004 – 734
- 2005 – 789